# 男山
男山株式會社以旭川大雪山的伏流水釀製男山清酒，是北海道旭川市的酒造。全日本有許多名為「男山」的品牌，男山株式會社為本家繼承酒造。於1985年開始出口日本酒，開啟美國的日本酒市場。。男山最有名的品項為男山純米大吟釀，自1977年首次獲得世界食品品質評鑑大會金獎的日本酒。

## 歷史
"男山"出自京都府八幡市的「男山八幡宮」(現稱石清水八幡宮)男山的酒經常在歌舞伎與文樂演出中登場，也是德川將軍家御前酒之一，在江戶時代受到百姓們的喜愛。
1661年(寬文元年)，以五攝家為首的近衛公爵擔任伊丹領主時獎勵釀酒，男山本家誕生。當時「木綿屋本家」從元祿至享保是最為繁盛的時期。被作為江戶幕府第8代將軍德川吉宗的御膳酒。明治初期，木棉屋本家在灘酒浪潮後歇息。1887年，男山株式會社前身的山崎酒造於北海道創業。1968年，木棉屋本家的山本家繼承「男山」
以大雪山嚴寒氣候的伏流水釀製清酒，同時設立了「男山酒造資料館」，提供男山的歷史、文獻、資料，並有試飲與購酒服務。
每年2月的第二週，開放酒造參觀。農曆七夕，會舉辦「曲水の宴」，旭川市比布町邊境的突哨山種植北海道最多的豬牙花，為「男山自然公園」所有，4月中旬至5月上旬開園。。

## 外部連結
- 男山株式会社（日本） （页面存档备份，存于）（日語）
- 男山 (酒造メーカー) （页面存档备份，存于）